# Кшиштоф Бонковський
Кшиштоф Мацей Бонковський (пол. Krzysztof Maciej Bąkowski, нар. 4 січня 2003, Познань, Польща) — польський футболіст, воротар познаньського «Леха» та молодіжної збірної Польщі.
На правах оренди грає в клубі «Радом'як».

## Ігрова кар'єра

### Клубна
Кшиштоф Бонковський є вихованцем познаньського футболу. Він починав грати в молодіжних командах «Варта» та «Лех». Починаючи з сезону 2019/20 Бонковський був внесений до заявки першої команди. Але продовжував грати за дубль.
Починаючи з 2021 року воротар для набору ігрової практики був відправлений в оренду. Він виступав за клубу Першої ліги «Стоміл» та «Сталь» з міста Ряшів. Влітку перед початком сезону 2023/24 Бонковський знову відправився в оренду. Цього разу його клубом став «Радом'як», який виступає у Екстракласі.

### Збірна
З 2018 року Кшиштоф Бонковський грав за юнацькі збірні Польщі різних вікових категорій. 27 вересня 2022 року у товариському матчі проти молодіжної збірної Латвії Бонковський дебютував у складі молодіжної збірної Польщі.